# Arsenal nucléaire de la Russie
Ne doit pas être confondu avec Industrie nucléaire en Russie.
L'arsenal nucléaire de la Russie est l'unique héritier de l'arsenal nucléaire de l'Union soviétique.[pas clair]
La fédération de Russie est actuellement[Quand ?] la première puissance nucléaire militaire du monde,,,.

## Union soviétique
L'URSS fut la deuxième puissance nucléaire de l'histoire. Au lendemain de la Seconde Guerre mondiale et pendant la Guerre froide, l'industrie nucléaire soviétique développa son arsenal concurremment à celui des États-Unis et mit au point de nombreux types d'armes et de vecteurs dépassant son concurrent en nombre d'ogives et de mégatonnage dès les années 1970.

### Début du programme
Le programme nucléaire fut lancé en secret en 1943 lorsque les services de renseignement soviétiques obtinrent une copie du rapport final de la Commission MAUD indiquant la faisabilité de l'arme atomique. Cela conduisit Staline à décider du lancement d'un programme soviétique, mais doté de ressources très limitées. Plus tard la même année, Igor Kourtchatov fut nommé directeur du programme naissant, lequel, à partir de 1944, fut placé sous la direction du NKVD. Kourtchatov s'entoura de savants comme Iouli Khariton, Iakov Zeldovitch et le futur dissident et concepteur de la bombe H soviétique Andreï Sakharov.

### Essais nucléaires
L'Union soviétique a effectué officiellement un total de 715 essais nucléaires entre le 29 août 1949 et le 24 octobre 1990, dont 124 à titre pacifiques - le nombre pour ces derniers variant selon les sources. Ne sont pas inclus une centaine d'essais hydronucléaires, portant sur les matières fissiles avec des rendements (par conception) de moins d'un kilogramme.
Il y a lieu enfin d’indiquer que le nombre de charges et de dispositifs nucléaires est plus élevé que le nombre d’essais : 796 pour 559 essais militaires, 173 pour 156 tirs à usage pacifique. Cet écart n’est expliqué que d’une façon partielle par le tir de plusieurs charges simultanément ou par des expériences de sécurité. L’ouvrage Scope/59 (Nuclear Test Explosions) indique que les 254 charges tirées simultanément expliquent que le nombre de 969 essais nucléaires soit parfois cité. La puissance totale de l’ensemble des tirs (atmosphériques et souterrains) s’élève à 285,39 mégatonnes.
Le RDS-1 (réacteur spécial 1), du russe Реактивный двигатель специальный (Reaktivnyi Dvigatel Specialnyi) fut la première bombe A soviétique et la première arme nucléaire conçue hors des États-Unis. D'une puissance de 22 kilotonnes, elle fut mise au point par l'Institut panrusse de recherche scientifique en physique expérimentale et testée le 29 août 1949 sur le polygone nucléaire de Semipalatinsk, Kazakhstan.
Le RDS-37 (en russe : РДС-37) fut la première bombe H soviétique à étages. Elle fut testée le 22 novembre 1955.

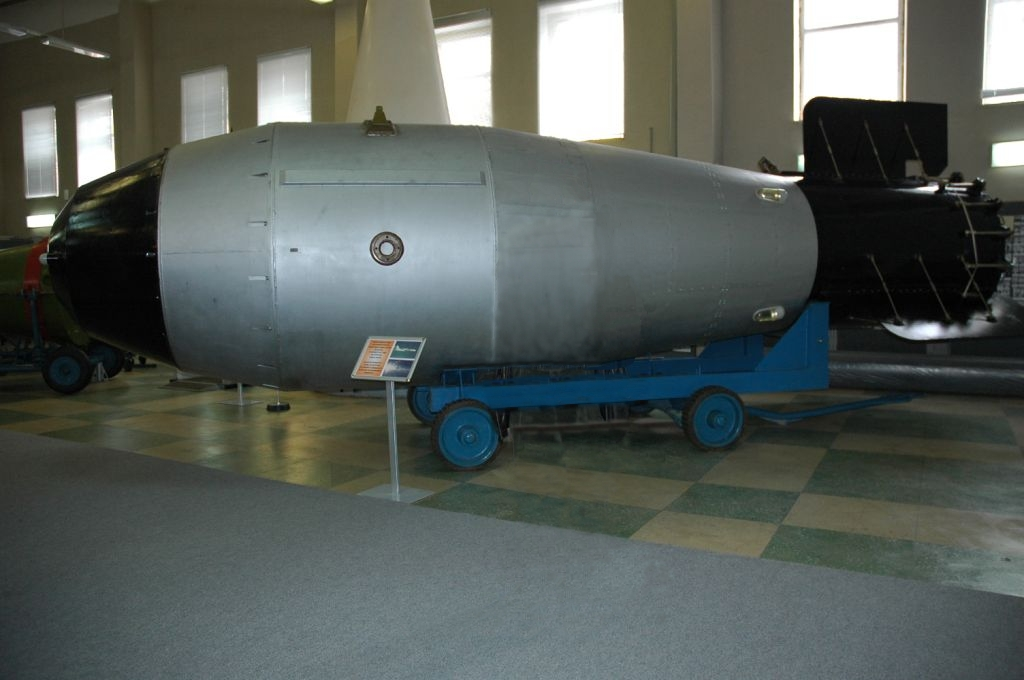
Réplique de la Tsar Bomba présentée dans le Musée de la bombe atomique à Sarov.

La Tsar Bomba (en russe : Царь-бомба, littéralement « Impératrice des Bombes ») fut l'arme la plus puissante jamais utilisée dans l'histoire de l'humanité. Cette bombe à hydrogène, développée par l’Union soviétique, fut larguée par un bombardier Tupolev Tu-95 Bear le 30 octobre 1961 au-dessus de l'archipel de Nouvelle-Zemble dans l'Arctique russe et dégagea une puissance d’environ 57 mégatonnes.

## Déploiement

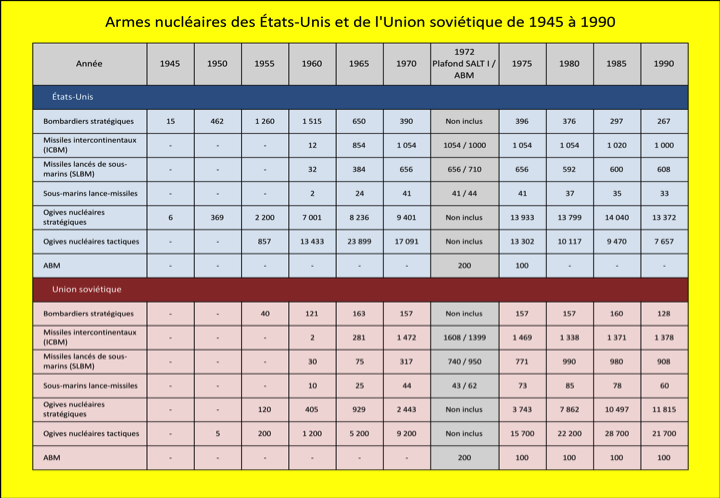
Tableau de données relatives aux armes nucléaires et vecteurs détenues par les États-Unis et l'Union soviétique de 1945 à 1990 à la fin de l'année en cours. Ce tableau indique aussi les limites fixées par le traité SALT I.

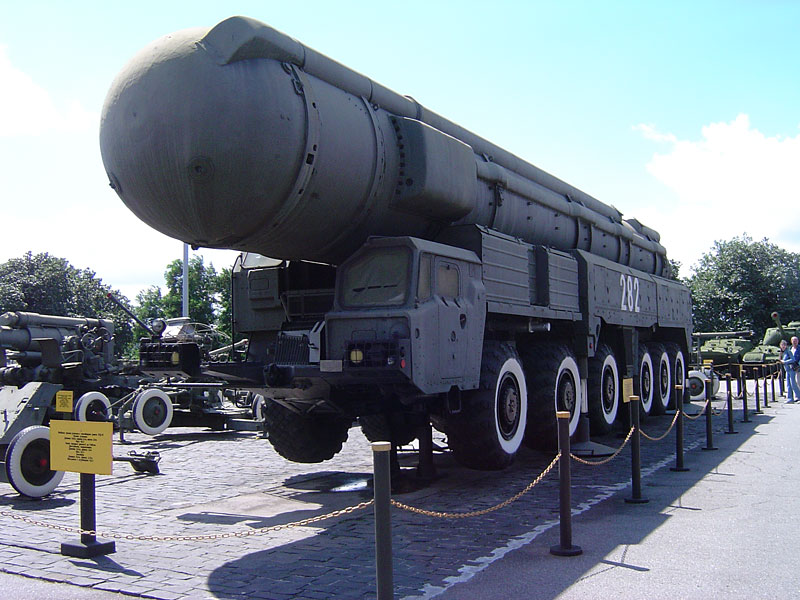
Tracteur-érecteur-lanceur de RSD-10 Pioneer plus connu en Occident sous le nom de code OTAN SS-20.

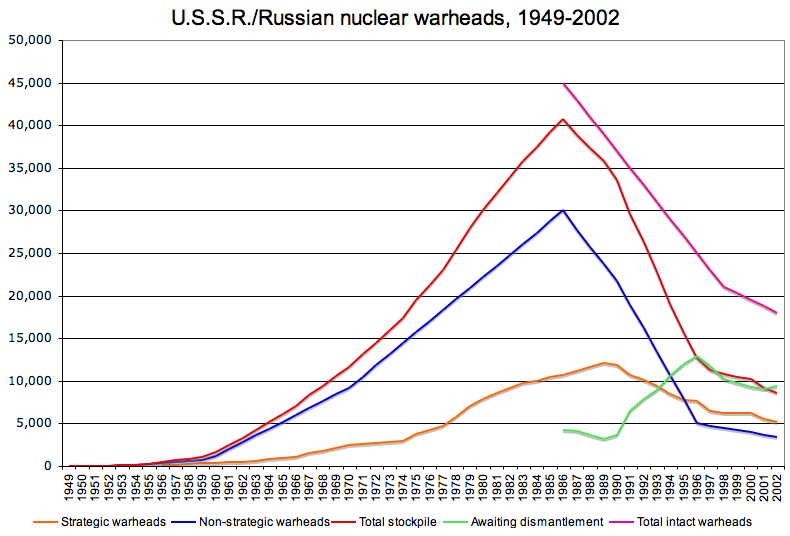
Évolution de l'arsenal nucléaire entre 1949 et 2002.

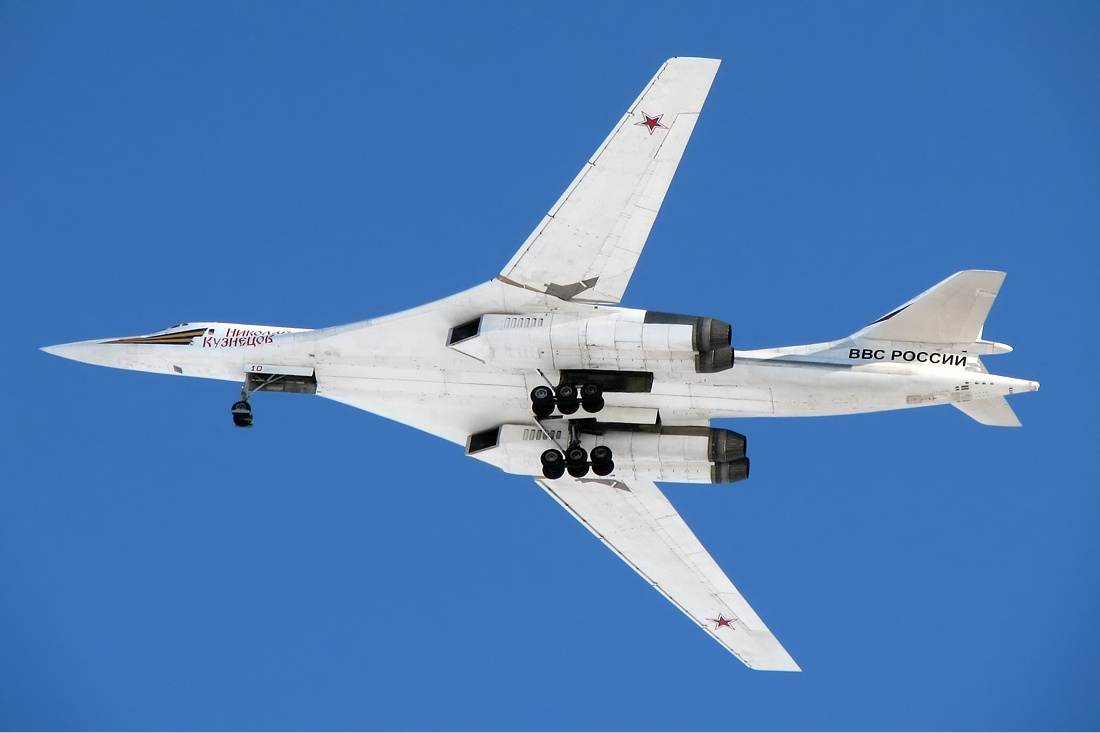
Un Tupolev Tu-160 de l'aviation à long rayon d'action en 2011. Entré en service en 1987, il s'agit du dernier modèle de bombardier stratégique conçu par l'URSS.

Le gouvernement américain à la fin de la guerre froide pensait qu’il y avait en URSS 30 000 armes nucléaires et 500  à   600 tonnes d’uranium enrichi, alors qu’il y en avait respectivement 45 000 et 1 200 selon V. Mihailov, l’ancien ministre russe de l’énergie atomique.
La défense soviétique, pour se prémunir d'éventuelles offensives occidentales, mit également sur pied de très importants moyens de repérage et d'interception. Un vaste réseau de radars, dont le Pic-vert russe, et un important réseau de missiles sol-air qui pouvaient être équipés d'armes nucléaires furent déployés à partir des années 1950. Un dispositif nommé Perimeter permet de donner un ordre de tir automatiquement.

### Armement tactique

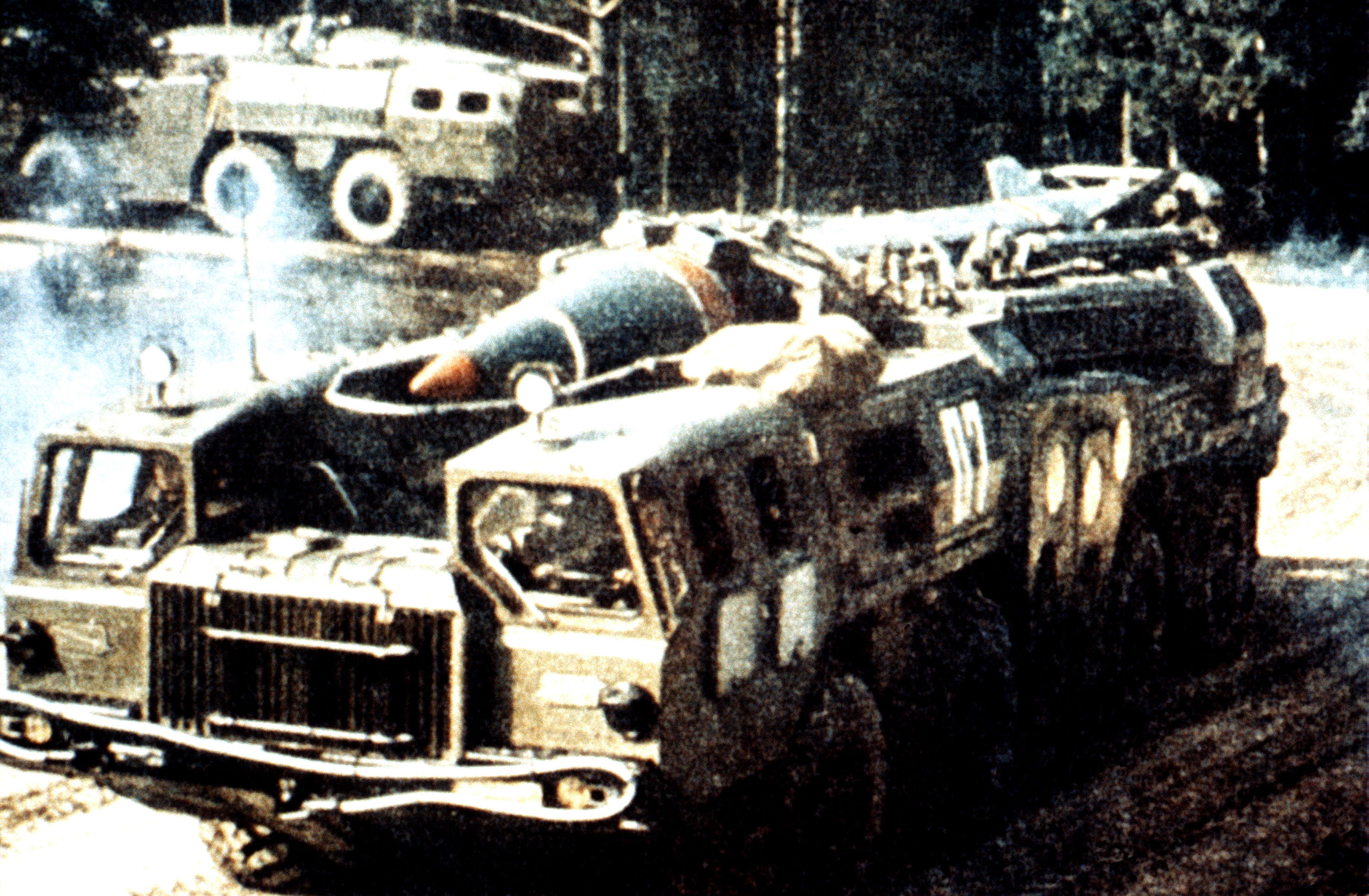
Lance-missile code OTAN SS-1c Scud-B. Testé à partir de 1954, des milliers de missiles tactiques Scud pouvant emporter l'arme nucléaire furent produits.

### Missiles balistiques stratégiques
Les Forces des missiles stratégiques détenaient la majorité de l'arsenal de l'armée soviétique, elles furent le principal pilier de la triade nucléaire soviétique et se développèrent rapidement. Elles surpassèrent à partir des années 1970 en nombre d'armes et de vecteurs la composante terrestre du Strategic Air Command des États-Unis avec 1 030 ICBM en 1974 et 1 398 ICBM au 1er janvier 1984, emportant un total d'environ 4 500 ogives d'une puissance globale d'environ 4 100 mégatonnes réparties sur plus de 300 sites de lancement et 28 bases de missiles en Russie d'Europe, en Ukraine et le long du Transsibérien. Ses effectifs en 1989 était de 300 000 hommes.
Malgré les traités de désarmement signés par Gorbatchev, elle comptait encore 1 054 missiles intercontinentaux et 4 278 têtes nucléaire en 1990.
La marine soviétique eut un maximum de 940 missiles mer-sol balistique stratégique embarqués à bord de 67 sous-marins nucléaires lanceurs d'engins en 1984.

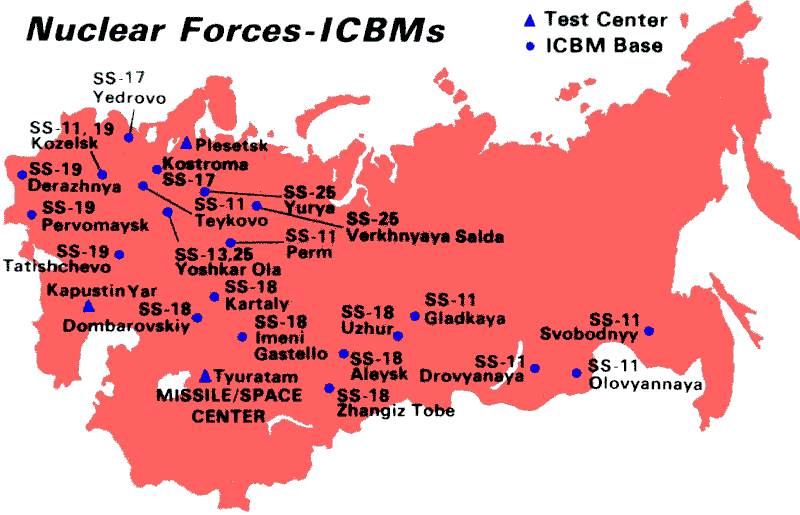
Carte des bases d'ICBM en URSS dans les années 1980.

Voici les forces nucléaires stratégiques des deux supergrands en 1990, les armes tactiques n'étant pas comptabilisées.
| Date                         | ICBM, SLBM et bombardiers lourds | ICBM lourds | Ogives (ICBM, SLBM et bombardiers lourds) | Ogives (ICBM et SLBM) | Ogives (ICBM sur lanceurs mobiles) | Ogives (ICBM lourds) | Puissance (ICBM et SLBM) (Mt) |
| ---------------------------- | -------------------------------- | ----------- | ----------------------------------------- | --------------------- | ---------------------------------- | -------------------- | ----------------------------- |
| Limites imposées par START-1 |                                  |             |                                           |                       |                                    |                      |                               |
| 31 juillet 1991              | 1 600                            | 154         | 6 000                                     | 4 900                 | 1 100                              | 1 540                | 3 600                         |
| États-Unis                   |                                  |             |                                           |                       |                                    |                      |                               |
| 1er septembre 1990           | 2 246                            | 0           | 10 563                                    | 8 210                 | 0                                  | 0                    | 2 361,3                       |
| Union soviétique             |                                  |             |                                           |                       |                                    |                      |                               |
| 1er septembre 1990           | 2 500                            | 308         | 10 271                                    | 9 416                 | 618                                | 3 080                | 6 626,3                       |

## Fédération de Russie

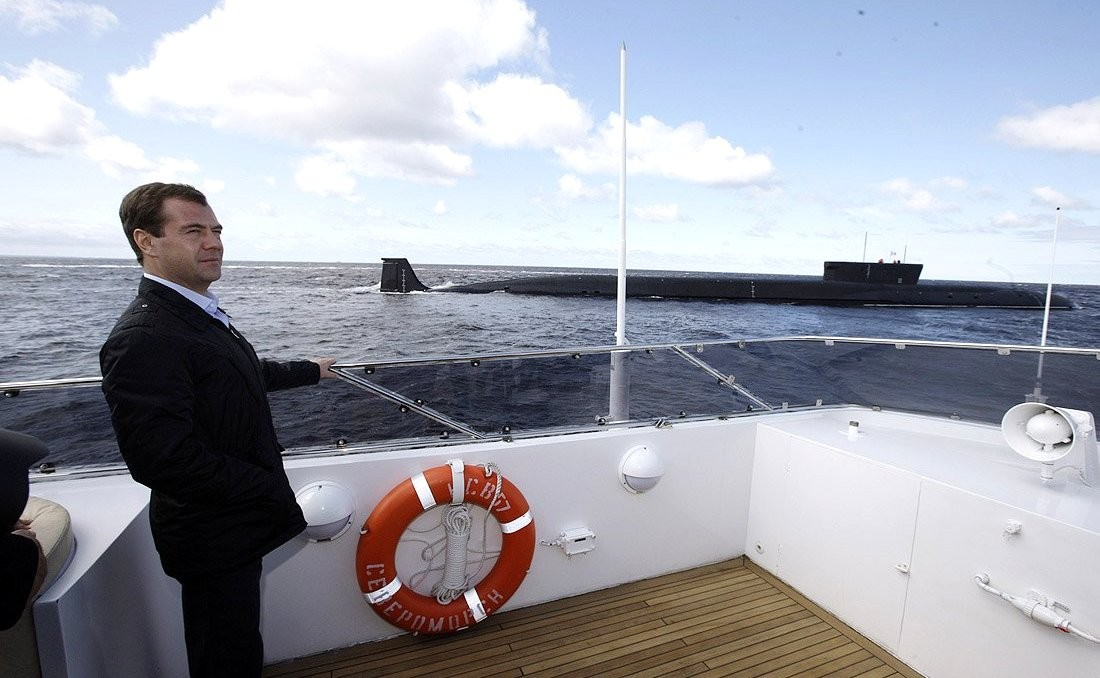
Le président russe Dimitri Medvedev devant le Iouri Dolgorouki, le 1er SNLE de la classe Boreï en essais en 2009.

Après l'effondrement de l'URSS, la Russie est restée la seule héritière de l'arsenal nucléaire soviétique. En 2010, elle est la première puissance en capacité disposant d'environ 2 600 armes stratégiques et de milliers d'armes tactiques, et de nombreuses structures de recherche, de développement et de production constituant l'industrie nucléaire russe.
L'Ukraine, ancienne république soviétique, possédait le troisième plus gros arsenal nucléaire au monde mais retourna de 1994 à 1996 ses 1 900 armes nucléaires stratégiques à la Russie pour qu'ils soient démantelés en application du Mémorandum de Budapest.
De même, le Kazakhstan possédait le quatrième plus gros arsenal nucléaire au monde, mais il choisit le désarmement nucléaire total en retournant toutes ses armes nucléaires à la Russie.

### Stratégie
Dans sa première doctrine militaire de 1993, la fédération de Russie s’est réservé, explicitement, le droit d’employer en premier l’arme nucléaire. La doctrine militaire stipulait cependant que tout emploi, même limité, des armes nucléaires pourrait provoquer une escalade et avoir des conséquences dévastatrices. Dans celle de 2000, cette mention est absente, et on y lit que les armes nucléaires sont utilisables dans le cadre d’un conflit majeur ainsi que dans le cadre d’une guerre régionale. De plus, dans la même période, le débat doctrinal a évolué vers la possibilité pour les forces russes d’effectuer des frappes nucléaires limitées en cas d’incapacité de ses forces conventionnelles à résister à l’adversaire dans un conflit classique. La frappe nucléaire limitée, ayant pour objectif d’infliger à l’attaquant un dommage soigneusement calculé, « calibré », doit permettre la désescalade d’un conflit conventionnel. Les scénarios des manœuvres militaires « Ouest-99 », qui ont eu lieu en juin 1999 juste après la guerre du Kosovo, constituèrent une illustration de cette approche : des bombardiers stratégiques russes y réalisaient des frappes limitées contre des cibles dans plusieurs pays de l’OTAN.

### Lutte contre la prolifération
Depuis la fin de la guerre froide, la sécurité de ces installations est devenue déficiente au point de présenter des risques de prolifération nucléaire.
Cela a incité les États-Unis à mettre en œuvre depuis 1991 un Cooperative Threat Reduction Program visant à réduire le stock de matières fissibles et à le sécuriser.

### Déploiement

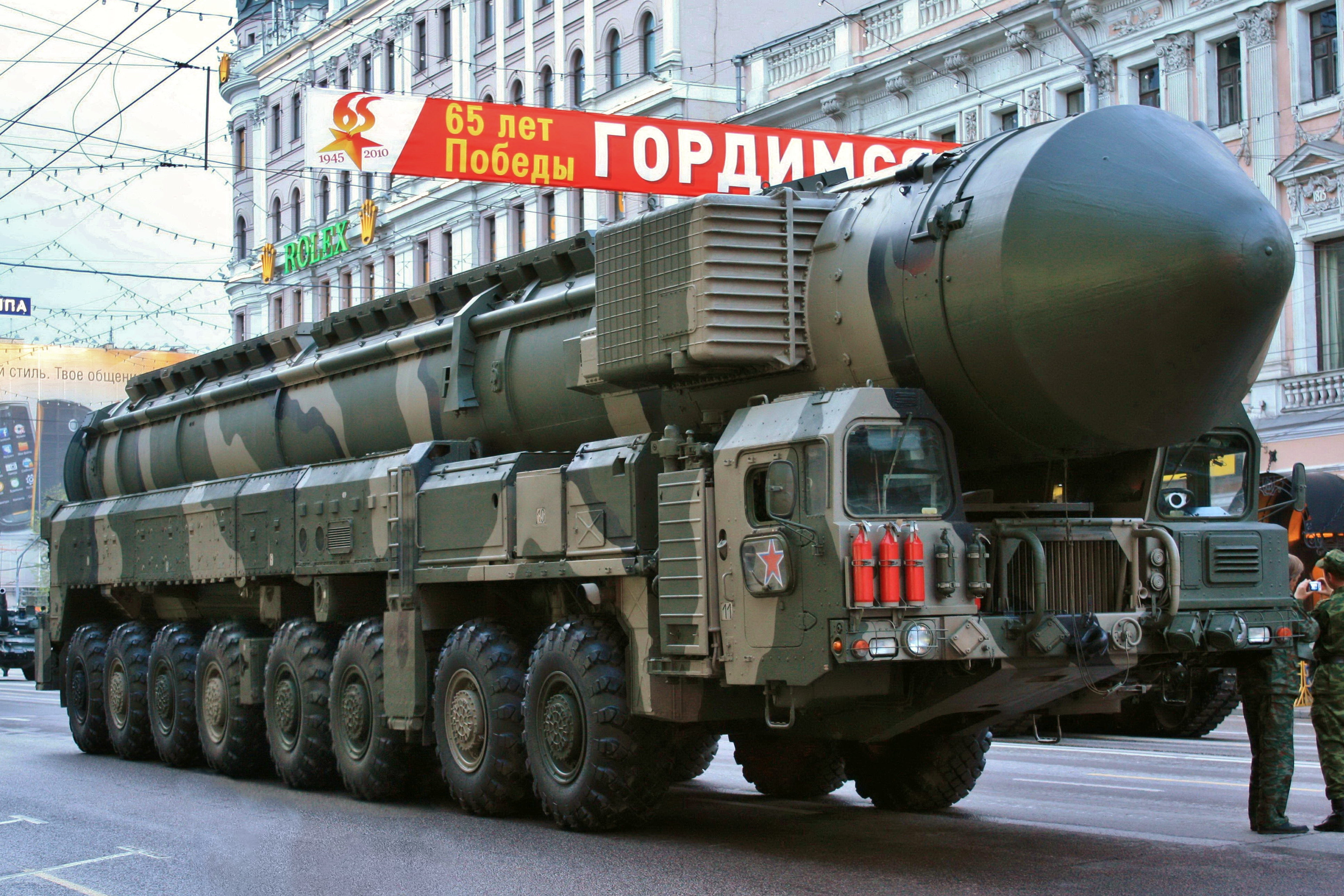
TEL de missile balistique intercontinental Topol-M en 2010. Ce missile est entré en service en 2009.

Tableau récapitulatif de l'avancée du Mémorandum d'entente de START-1 en janvier 2008, janvier 2009 et juillet 2009.
| Date             | ICBM, SLBM et bombardiers lourds | ICBM lourds | Ogives (ICBM, SLBM et bombardiers lourds) | Ogives (ICBM et SLBM) | Ogives (ICBM sur lanceurs mobiles) | Ogives (ICBM lourds) | Puissance (ICBM et SLBM) (Mt) |
| ---------------- | -------------------------------- | ----------- | ----------------------------------------- | --------------------- | ---------------------------------- | -------------------- | ----------------------------- |
| 1er janvier 2008 | 848                              | 104         | 4 147                                     | 3 515                 | 207                                | 1 040                | 2 373,5                       |
| 1er janvier 2009 | 814                              | 104         | 3 909                                     | 3 293                 | 195                                | 1 040                | 2 301,8                       |
| 1er juillet 2009 | 809                              | 104         | 3 897                                     | 3 289                 | 191                                | 1 040                | 2 297,0                       |

Début 2011, le Bulletin of the Atomic Scientists estime que 295 ICBM sont déployés emportant 1 007 ogives, que la marine russe déploie 160 missiles mer-sol balistiques stratégiques emportant 576 ogives à bord de dix sous-marins opérationnels, un onzième étant en essais, que 76 bombardiers pouvant emporter 844 ogives sont en service et plus de 2 080 armes tactiques - essentiellement des missiles surface-air - sont en réserve.
Début 2016, l'estimation est de 307 ICBM emportant 1 040 ogives, 176 missiles mer-sol balistiques stratégiques emportant 768 ogives à bort de 11 SNLE, 70 bombardiers pouvant emporter 798 ogives et 1 900 armes tactiques (environ 760 à bord de navires, environ 570 bombes pour avions, environ 485 missiles sol-air, environ 140 missiles tactiques sol-sol).
La Russie va dépenser plus de 46 milliards de roubles (1,4 milliard de dollars) pour le renforcement et la maintenance de ses armes nucléaires au cours de la période 2014-2016, le pays prévoyant de mettre à niveau près de 85 % de ses armes nucléaires stratégiques d'ici 2020.